# Limnophila fragrans
Limnophila fragrans är en grobladsväxtart som först beskrevs av G. Forster, och fick sitt nu gällande namn av Seemann. Limnophila fragrans ingår i släktet Limnophila och familjen grobladsväxter. Utöver nominatformen finns också underarten L. f. brevis.